# Giuseppe Gamba (actor)
Giuseppe Gamba (Ciudad de México; 20 de diciembre de 1987) es un actor mexicano de ascendencia italiana.

## Biografía y carrera
De ascendencia italiana nació el 20 de diciembre de 1987 en la Ciudad de México. Se capacitó como actor en el Centro de Educación Artística, hasta 2008.
Su primera aparición debut fue en la serie de Mujeres asesinas en 2009 del productor Pedro Torres. Tiempo después interpreta varios roles en la series unitarias Como dice el dicho y La rosa de Guadalupe.
En 2011 la productora Lucero Suárez le da su primer papel en telenovela en donde interpretó a Mauricio Rosselon en Amorcito corazón en un rol de villano al lado de figuras como Elizabeth Álvarez y Diego Olivera.
Para 2014 interpreta a 'Zeus' en la telenovela de Juan Osorio Mi corazón es tuyo, compartiendo créditos con Silvia Navarro y Jorge Salinas. Ese mismo año obtiene otro papel en la serie Dos Lunas como 'Miguel' y otro más en El manual como 'Polo'.   
En 2016 dio vida a 'Sudarsky' en la serie de TV Azteca Rosario Tijeras y tiempo después obtiene otro papel antagónico en la serie de Imagen Televisión Atrapada compartiendo escenas con África Zavala y Erick Chapa.
Debuta en el ámbito del cine en 2019 con la película de Cindy la Regia con Cassandra Sánchez-Navarro como la protagonista y al año siguiente en la película de Después de ti al lado de la actriz Natalia Téllez y el argentino Rodrigo Guirao.

## Filmografía

### Televisión
- Entre paredes (2025) ... Pablo[7]
- Perdona nuestros pecados (2023) ... Horacio Morales[8]
- Rubí (2020) ...  Napoleón
- La reina soy yo (2019) ...   El Búho
- Atrapada (2018-2019) ...  Alexander Vargas[9]
- Rosario Tijeras (2016-2017) ...   Sudarsky
- Mi corazón es tuyo (2014-2015) ...   Zeus
- El manual (2014) ...  Polo
- Dos Lunas (2014) ...  Miguel
- Amorcito corazón (2011-2012) ...  Mauricio Rossi

### Cine
- Después de ti (2020) ...   Gil
- Cindy la Regia (2019) ...
- Tus feromónos me matan (2016) ...